# أليوت وولف
أليوت وولف (بالإنجليزية: Elliot Wolff)‏ هو كاتب أغاني أمريكي، ولد في 1955 في أوكلاهوما في الولايات المتحدة، وتوفي في يونيو 2016 في غابة سانتا في الوطنية ‏ في الولايات المتحدة.

## وصلات خارجية
- أليوت وولف على موقع IMDb (الإنجليزية)
- أليوت وولف على موقع ميوزك برينز (الإنجليزية)
- أليوت وولف على موقع أول ميوزيك (الإنجليزية)
- أليوت وولف على موقع ديسكوغز (الإنجليزية)